# Yeşilova, Muş
Yeşilova là một thị trấn thuộc thành phố Muş, tỉnh Muş, Thổ Nhĩ Kỳ. Dân số thời điểm năm 2011 là 2.036 người.